# Kaló Sándor
Kaló Sándor (Egyek, 1944. március 16. – 2020. január 28.) magyar válogatott kézilabdázó, edző, olimpikon.

## Sportpályafutása
Pályafutása legsikeresebb éveit a Tatabánya színeiben töltötte, a csapattal 1974-ben, 1978-ban, 1979-ben bajnokságot nyert, 1969-ben és 1978-ban pedig kupagyőzelmet ünnepelhetett. 1965-ben mutatkozott be a válogatottban, amelynek tizenhárom éven át volt a tagja. Ez idő alatt 130 alkalommal húzhatta magára a címeres mezt. Az 1972-es müncheni olimpián nyolcadik helyen végző csapatban hat mérkőzésen tizennégy gólt szerzett. Szerepelt az 1967-es és az 1970-es világbajnokságon is. Játékosként kétszer lett a magyar bajnokság gólkirálya, és két alkalommal választották meg az év kézilabdázójának. 
Visszavonulását követően edző lett. 1980 októberében egy évre a Tatabányai Bányász vezetőedzőjének nevezték ki. Ezután az ifiket edzette Tatabányán, emellett 1982 nyarától Kovács László segédedzője volt a férfi válogatottnál. 1983 decemberétől a Veszprémi Építők trénere lett. A csapat az ő irányításával szerezte meg első bajnoki címét 1985-ben. Összesen három bajnoki címet nyert a bakonyi klubbal és négyszer ünnepelhetett kupagyőzelmet.  Ezt a posztját 1989 nyaráig töltötte be, majd a Várpalotánál edzősködött 1993-ig. 1991 szeptemberében Joósz Attila segédedzője lett a válogatottnál.
1992 júliusában a Magyar Kézilabda-szövetség bejelentette, hogy az olimpia után Kaló veszi át a válogatott irányítását, de végül csak 1993 augusztusában, egy pályázat győzteseként nevezték ki a posztra. Ezt a posztját 1995 júniusáig töltötte be. 1996 januárjától október végéig a Szolnok KK edzéseit irányította. 1996 utolsó napjaiban a szezon végéig elvállalta a Tatabánya KC irányítását. 1998 februárjától két hónapra szóló szerződést kötött a Veszprémmel, majd áprilisban újabb két évre elvállalta a munka folytatását. Novemberben felmentették posztjáról és a csapat technikai igazgatója lett, de 1999 februárjában kérte a szerződés felbontását. Júliusban az ifjúsági válogatott kapitánya lett. A csapattal Európa-bajnokságot nyert. Októbertől a junior válogatottat vezette. 2001-től Kuvaitban lett klubedző. 2007-től a Veszprém utánpótlásában tevékenykedett. Edzői pályafutását Ajkán és Várpalotán, alacsonyabb osztályban fejezte be.

## Sikerei, díjai

### Játékosként
Tatabánya
- Magyar bajnok: 1974, 1978, 1979
- Magyar kupagyőztes: 1969, 1978

Egyéni elismerései
- Az év magyar kézilabdázója: 1967, 1978
- A magyar bajnokság gólkirálya: 1967, 1969[25]

### Edzőként
Veszprém
- Magyar bajnok: 1985, 1987, 1998
- Magyar kupagyőztes: 1984, 1988, 1989, 1998

Magyar ifjúsági válogatott
- Európa-bajnoki cím (1999, Estoril)